# The Rough Kutz
The Rough Kutz ist eine englische Ska-Band aus Stoke-on-Trent.

## Bandgeschichte
The Rough Kutz wurde 1994 von Hazza (Hammond-Orgel), Brigga (Gesang) und Rat (Gitarre) gegründet. In den folgenden Jahren wurden erste Konzerte gespielt und es kam zu diversen Umbesetzungen, bis schließlich etwa 2000 eine relativ stabile Besetzung gefunden wurde. Im Jahr 2001 wurde die Band vom Independent-Label Skanky’Lil Records aus Antwerpen unter Vertrag genommen, es erschien das Debütalbum A Bit O' Rough. Die Band tourte anschließend in Großbritannien und Europa. Im Jahr 2003 erschien das zweite Album Welcome to our world. Das dritte Album Another week another war erschien im Jahr 2006 ebenfalls bei Skanky’Lil Records. Auf diesem Album spielt Roddy Radiation, der Gitarrist von The Specials, bei mehreren Stücken die Leadgitarre. Die folgende Europatour wurde ebenfalls mit Roddy Radiation als Gastmusiker bestritten.

## Diskographie

### Alben
- A Bit O' Rough (2001), Skanky’Lil Records
- Welcome to our world (2003), Skanky’Lil Records
- Another week another war (2006), Skanky’Lil Records
- Gangster's playground (2010), Rk Records
- Dirty sex at midnight (2013), Rk Records

### Samplerbeiträge
- Stay Sharp Vol. 2 (Bronco Bullfrog)
- Gangsters Of Ska (Bronco Bullfrog)
- A Full English Breakfast - The English Ska Compilation (T-Leaf Records)
- Mad Dogs & Englishmen (Do The Dog Music)
- Skanking The Scum Away (Mad Butcher Records)